# Јозефинизам
Јозефинизам је назив за унутрашњу политику Јозефа II, цара Светог римског царства који је владао од 1765. године до 1790. године. У периоду између 1780. и 1790. године, током кога је Јозеф II самостално владао Хабзбуршком монархијом, покушао је да озакони низ радикалних реформи са циљем преобликовања монархије у складу са идеалима епохе просветитељства.

## Јозеф II
Рођен 1741. године, Јозеф је био син Марије Терезије и Франца Лотариншког, цара Светог римског царства. Стекавши строго образовање епохе просветитељства, са акцентом на рационализам, ред и пажљиву организацију у управљању државом, није ни чудо што је Јозеф II био дубоко незадовољан компликованом хабзбуршком администрацијом у крунским земљама Аустријом, Чешком и Угарском. Наследио је круну Светог римског царства 1765. године, после очеве смрти, али је владавину хабзбуршким земљама започео као савладар његове мајке Марије Терезије до 1780. године.

## 1780—1787.
Тек након смрти мајке 1780. године, Јозеф II је добио прилику да спроведе свој програм реформи. Планирао је да изврши потпуну реорганизацију хабзбуршког друштва у неколико различитих области. Издавајући патенте и декрете, Јозефове реформе су представљале свестан покушај да се реформише владавина у његовим земљама у складу са принципима просветитељства. У суштини „јозефинизма” лежи идеја унитарне државе, са централизованом и ефикасном владом, рационалним и секуларним друштвом, са већим степеном једнакости и слобода, и мање арбитрарних феудалних институција.

## Кметови, господари и принудни рад
Вековима је већина становника средње Европе имала статус кмета радећи, у складу са феудалним обичајима, на поседима својих господара. Почетком новембра 1781. године, Јозеф издаје два патента која су се односила на Бохемију (данас Чешка), а који мењају однос између феудалног господара и кмета укидајући новчане казне и телесно кажњавање кметова, племићку контролу склапања бракова између кметова, контролу слободе кретања и изборазанимања. Патенти су, такође, дозволили сељацима да откупе наследна права нанземљу коју су обрађивали. Међутим, племство је оклевало да подржи Јозефове патенте који су се недоследно примењивали.
Циљ Јозефове политике према кметовима темељио се на идејама његове мајке. Робин Оки, у делу „Хабзбуршка монархија”, описује владареву политику као замену система присилног кметовског рада поделом земљишних поседа корисницима који плаћају порез држави. Године 1783. наложено је Јозефовом саветнику, Францу Антону фон Рабу, да тај систем примени у свим земљама које су биле у власништву круне у Бохемији и Моравској (данас Словачка).

## Цензура и штампа
Фебруара 1781. године, Јозеф издаје декрет којим је драстично смањена државна цензура на штампу. Цензура је била ограничена само на: богохуљење цркве, подривање владе и промовисање неморала. Цензура је отргнута из руку локалних власти и стављена је у надлежност царске владе.
Јозеф је био веома толерантан према критичким ставовима. Његови цензори су забрањивали око 900 трактата који су објављивали годишње (за ралику од 4000 текстова који су забрањивани годишње пре његове владавине). Један текст који га је оштро критиковао, насловљен као „42-годишњи мајмун”, није био забрањен.

## Едикти о толеранцији
Иако је био католик, а свакако није био заговорник неограничених верских слобода, Јозеф је толерисао верске разлике у његовој држави што је раније било незамисливо. У мају и октобру 1781. године, Јозеф издаје Едикте који уклањају забране спровођења протестантских и православних верских обреда. У заједницама са протестантским или православним мањинама, дозвољена је изградња цркава, уклоњена су друштвена ограничења која су се односила на избор занимања, економску делатност и образовање.
Године 1782. Јозеф је укинуо бројна правна ограничења против Јевреја који су се бавили одређеним занимањима, опозвао је законе о облачењу Јевреја, порезе који су се односили само на Јевреје и ограничења слободног кретања Јевреја. Ипак, задржао је уверење да Јевреји поседују „одређене карактеристике”. Његови декрети који су се односили на јеврејску заједницу нису обухватали Галицију, област Хабзбуршке монархије са најбројнијом јеврејском заједницом.